# Уилмот, Нейтан
Нейтан Джеймс Уилмот (англ. Nathan James Wilmot; род. 13 декабря 1979, Сидней, Австралия) — австралийский яхтсмен, выступающий в классе гоночных яхт 470. Участник двух Олимпиад. В 2008 году завоевал золотые медали на Олимпийских играх.

## Биография
Нейтан Уилмот родился 13 декабря 1979 года в Сиднее в семье яхтсменов. Его отец Джеймс Уилмот участвовал в Летних Олимпийских играх 1984 года в классе гоночных яхт Летучий голландец. Его дядя Роберт Уилмот участвовал в Летних Олимпийских играх 1988 года в классе гоночных яхт Солинг.
Семейное положение: женат на Шоне.

## Спортивная карьера
Международный дебют — в 1991 году.
По состоянию на 18 августа 2010 года Нейтан Уилмот с количеством 750 баллов занимает 116 позицию в рейтинге ISAF в классе гоночных яхт 470 среди мужчин. Самого высокого места в рейтинге (1 место) Малком добивался в периоды: 
1. 01.10.2002 — 30.05.2003,
2. 01.10.2003 — 14.04.2004,
3. 03.06.2004 — 03.08.2004,
4. 18.07.2007 — 03.08.2008[1].

По состоянию на 28 мая 2008 года Нейтан Уилмот с количеством 286 баллов занимает 140 позицию в рейтинге ISAF в классе гоночных яхт 49er среди мужчин. Самого высокого места в рейтинге (79 место) Нейтан Уилмот добивался в период с 4 октября 2006 года по 13 декабря 2006 года.

## Статистика

### 470
До 2008 выступал с Пейдж, Малком.
| Соревнование/Год                   | 2003 | 2004 | 2007 | 2008 |
| ---------------------------------- | ---- | ---- | ---- | ---- |
| Летние Олимпийские игры            | -    | 12   | -    | 1    |
| Чемпионат мира по парусному спорту | 2    | -    | 1    | -    |